# Jardim Sulacap
Jardim Sulacap (a volte indicato semplicemente come Sulacap) è un quartiere (bairro) della Zona Ovest della città di Rio de Janeiro in Brasile.

## Amministrazione
Jardim Sulacap fu istituito come bairro a sé stante il 23 luglio 1981 come parte della Regione Amministrativa XXXIII - Realengo del municipio di Rio de Janeiro.